# Proch Pionki
Proch Pionki (Klub Sportowy „Proch” Pionki) – polski klub sportowy założony w 1926 roku w Pionkach.

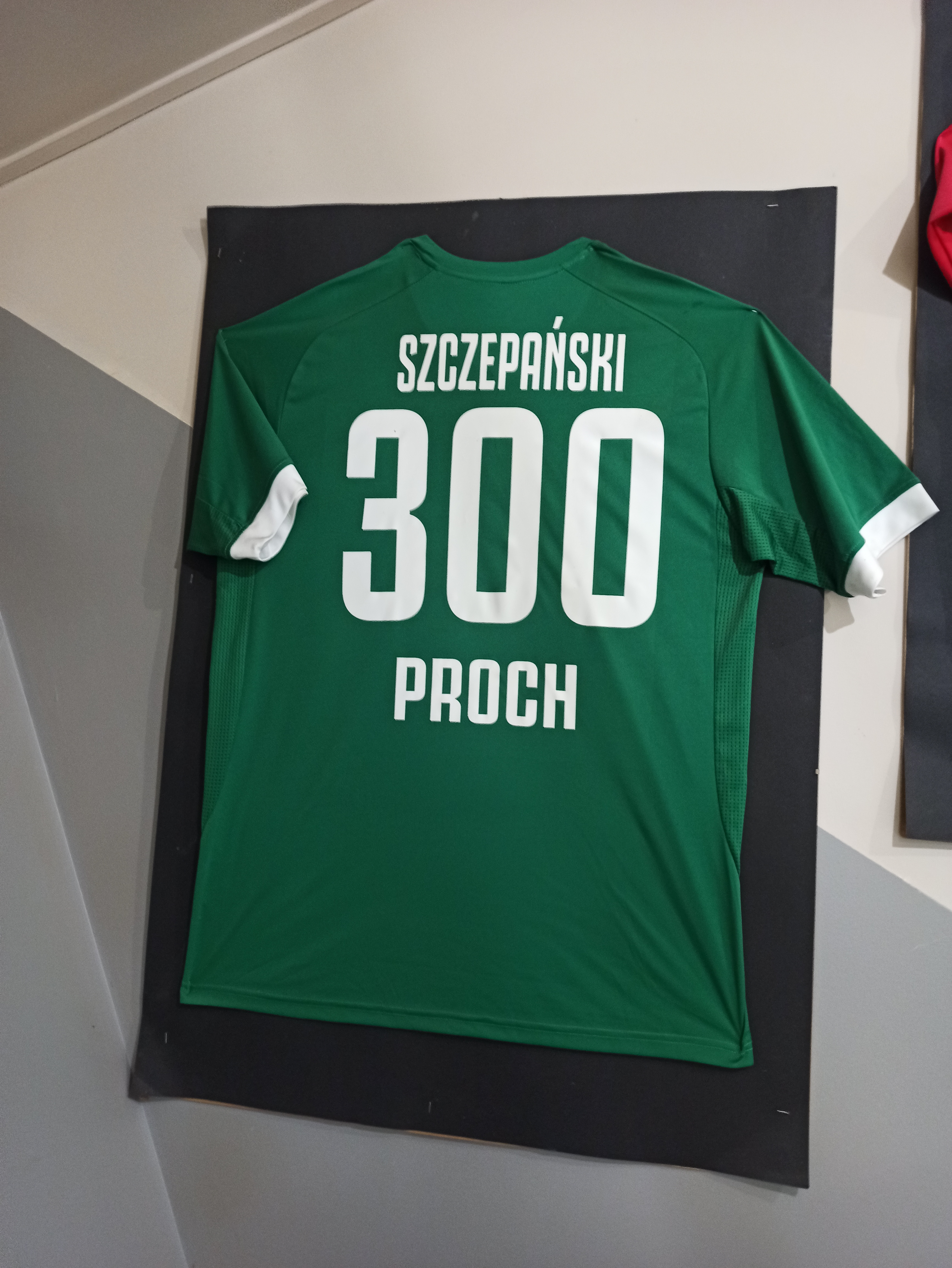
Koszulka zawodnika Prochu Pionki (sierpień 2023)

## Historia klubu
Klub powstał przy wsparciu Państwowej Wytwórni Prochu w Pionkach, której dyrektorem był Jan Prot. Liczne zajęcia sportowe organizowane przez kadrę techniczną doprowadziły do powstania w 1925 Klubu Sportowego „Sokół”, który w następnym roku zmienił nazwę na „Proch”. Założycielem i pierwszym prezesem klubu był Wincenty Dróżdż . W początkowych latach istnienia w klubie istniało wiele sekcji, m.in. hokeja na trawie, hokeja na lodzie,

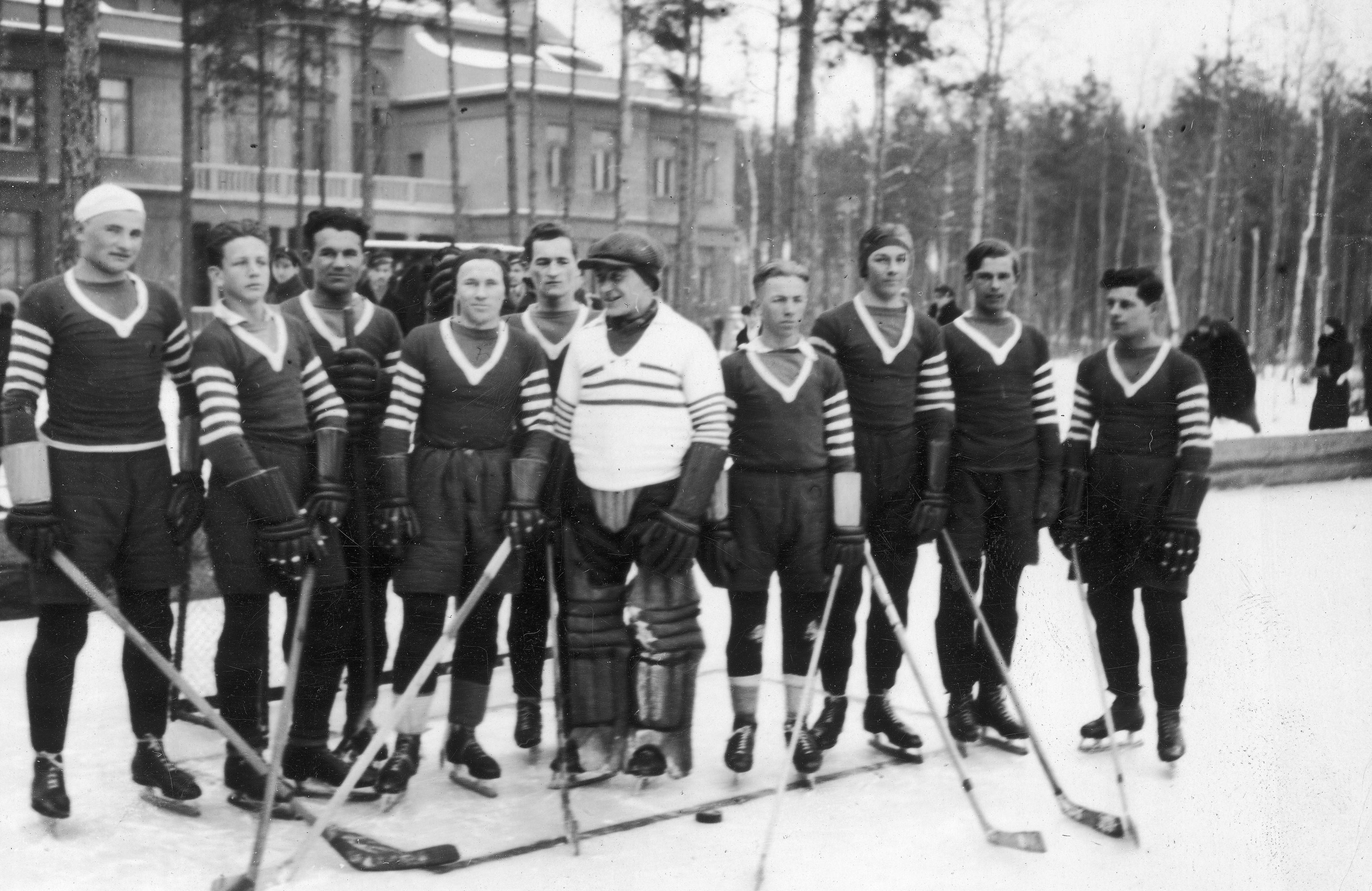
Drużyna hokejowa KS Proch Pionki. Stoją od lewej: Józef Jaworski, Jerzy Krynicki, Ignacy Pisarski, Mieczysław Zaczyński, Henryk Kamieński „Halka“, Marian Cwalina, Zbigniew Zieliński, Aleksander Bartczak, Zygmunt Chojnacki „Szmerek“, Henryk Kawczyński (styczeń 1935)

pływacka, lekkoatletyczna, siatkarska, koszykarska oraz istniejąca do dziś sekcja piłki nożnej . W 1949 piłkarze zdobyli mistrzostwo Federacji „Unia”, a w rok później walczyli o wejście do II ligi. Na przeszkodzie stanęła drużyna „Skry” Częstochowa. Największym sukcesem piłkarzy była gra w III lidze (obecnej II lidze) w latach 1962-63, 1964-65, 1978-79 i 1993-94.
W 2006 został rozegrany mecz towarzyski z Koroną Kielce z okazji 80-lecia istnienia klubu. 18 czerwca 2016, z okazji 90-lecia swojego istnienia, Klub Sportowy Proch otrzymał sztandar klubu, ufundowany przez lokalnych przedsiębiorców, sympatyków i kibiców, a z kolei Zarząd Województwa Mazowieckiego odznaczył klub medalem pamiątkowym „Pro Masovia”.

### Nazwy klubu
- KS Sokół Zagożdżon (08.1925–01.1926)
- Klub Sportowy Proch Zagożdżon, a od 1932 roku Pionki (01.1926–09.1939)
- Związkowy Klub Sportowy Unia-Proch (28.05.1945–03.1949)
- Klub Sportowy Proch (03.1949–31.12.1949)
- ZKS Unia Pionki (01.01.1950–30.05.1957)
- KS Proch (31.05.1957–17.02.1959)
- Zakładowy Klub Sportowy Pronit (18.02.1959–12.02.1971)
- Międzyzakładowy Klub Sportowy Proch (13.02.1971–16.11.1995)
- Klub Sportowy Proch (17.11.1995–nadal).

Źródło:

### Sekcje w klubie (byłe i obecne)
- hokej na lodzie[2]  (W hokeja na lodzie grali: E. Szczęsny, R. Guzik, B. Sokołowski, A. Sadal, bracia Surmowie, bracia Chmielewscy, J. Wolak, bracia Westfalewiczowie)[5]
- szermierka[2]
- hokej na trawie[8]
- tenis ziemny[2]
- tenis stołowy[2]
- cyklisto-kolarstwo[2]
- motocyklowa[2]
- narciarstwo[2]
- siatkówka (W piłce siatkowej znane były nazwiska: B. Ożarowskiego, St. Górki, Sz. Belowskiego, J. Bieleckiego, L. Czuraja, St. Barana, Z. Bednarskiego, J. Karasia, A. Martyniuka, braci Dąbkowskich i braci Wiśniewskich)[5]
- koszykówka
- pływanie[2]  (W pływaniu występowali najczęściej: W. Kowalski, J. Dygas, bracia Wachowie, bracia Derowie)[5]
- boks (lata 30. XX w.)[2]
- lekkoatletyka[2] [9]
- piłka wodna (lata 50. XX w.)
- piłka ręczna (lata 50. XX w.)
- piłka nożna[2]  (Wśród piłkarzy należy wymienić: W. Sobola, St. Maziarza, S. Warchoła, J. Warchoła, M. Kowalskiego, W. Krupę, A. Michalskiego, K. Michalskiego, J. Kozieła, K. Cybulskiego, J. Hetmańskiego, J. Wiesztala, trzech braci Chmielewskich, K. Dudę i wielu innych)[5]  – jako jedyna działa do chwili obecnej.

## Miejsca w tabeli w poprzednich sezonach
| Sezon     | Miejsce | Mecze | Punkty | Bramki | Liga           |
| --------- | ------- | ----- | ------ | ------ | -------------- |
| 1962/1963 | 11      | 22    | 18     | 27:49  | III liga       |
| 1963/1964 | 2       | 26    | 38     | 61:25  | Klasa A        |
| 1964/1965 | 12      | 22    | 11     | 25:59  | Okręgowa       |
| 1965/1966 | 7       | 26    | 28     | 56:55  | Klasa A        |
| 1966/1967 | 4       | 26    | 31     | 63:36  | Klasa A        |
| 1967/1968 | 10      | 26    | 19     | 28:53  | Okręgowa       |
| 1968/1969 | 14↓     | 26    | 15     | 34:54  | Okręgowa       |
| 1969/1970 | 5       | 26    | 30     | 56:42  | Klasa A        |
| 1970/1971 | 2       | 20    | 29     | 37:14  | Klasa A        |
| 1971/1972 | 1       | 18    | 33     | 59:11  | Klasa A        |
| 1972/1973 | 1       | 26    | 34     | 48:22  | Okręgowa       |
| 1973/1974 | 6       | 28    | 28     | 36:36  | III liga       |
| 1974/1975 | 10↓     | 22    | 24     | 22:30  | III liga       |
| 1975/1976 | 14↓     | 26    | 12     | 26:64  | IV liga        |
| 1976/1977 | 5       | 26    | 30     | 46:37  | Okręgowa       |
| 1977/1978 | 5       | 26    | 36     | 41:32  | Okręgowa       |
| 1978/1979 | 1       | 26    | 43     | 66:24  | Okręgowa       |
| 1979/1980 | 14↓     | 26    | 10     | 14:58  | III liga       |
| 1980/1981 | 13↓     | 26    | 13     | 25:54  | IV liga        |
| 1981/1982 | 3       | 22    | 27     | 43:26  | Okręgowa       |
| 1982/1983 | 5       | 22    | 23     | 33:27  | Okręgowa       |
| 1983/1984 | 5       | 22    | 23     | 29:25  | Okręgowa       |
| 1984/1985 | 2       | 22    | 32     | 44:19  | Okręgowa       |
| 1985/1986 | 4       | 22    | 32     | 38:13  | Okręgowa       |
| 1986/1987 | 6       | 22    | 23     | 26:21  | Okręgowa       |
| 1987/1988 | 3       | 22    | 29     | 38:23  | Okręgowa       |
| 1988/1989 | 3       | 22    | 28     | 33:19  | Okręgowa       |
| 1989/1990 | 11↓     | 24    | 13     | 19:44  | IV liga        |
| 1990/1991 | 3       | 12    | 16     | 23:25  | Okręgowa gr.II |
| 1991/1992 | 7       | 26    | 25     | 42:38  | Okręgowa       |
| 1992/1993 | 1       | 26    | 66     | 61:20  | Okręgowa       |
| 1993/1994 | 14↓     | 30    | 21     | 27:59  | III liga       |

| Sezon     | Miejsce | Mecze | Punkty | Bramki | Liga                 |
| --------- | ------- | ----- | ------ | ------ | -------------------- |
| 1994/1995 | 5       | 30    | 36     | 41:41  | IV liga              |
| 1995/1996 | 7       | 30    | 43     | 44:47  | IV liga              |
| 1996/1997 | 10      | 30    | 36     | 53:61  | IV liga              |
| 1997/1998 | 16↓     | 30    | 12     | 35:122 | IV liga              |
| 1998/1999 | 6       | 26    | 39     | 46:38  | Okręgowa             |
| 1999/2000 | 7       | 26    | 37     | 37:39  | Okręgowa             |
| 2000/2001 | 18↓     | 34    | 15     | 29:74  | Okręgowa             |
| 2001/2002 | 7       | 30    | 46     | 65:72  | Klasa A              |
| 2002/2003 | 5       | 26    | 44     | 57:37  | Klasa A              |
| 2003/2004 | 5       | 30    | 55     | 80:33  | Klasa A              |
| 2004/2005 | 1       | 30    | 76     | 79:32  | Klasa A              |
| 2005/2006 | 6       | 32    | 49     | 51:37  | Okręgowa             |
| 2006/2007 | 3       | 30    | 51     | 49:32  | Okręgowa             |
| 2007/2008 | 2       | 30    | 58     | 65:29  | Okręgowa             |
| 2008/2009 | 10      | 30    | 41     | 51:45  | Okręgowa             |
| 2009/2010 | 7       | 30    | 44     | 67:49  | Okręgowa             |
| 2010/2011 | 8       | 30    | 38     | 40:45  | Okręgowa             |
| 2011/2012 | 2       | 30    | 66     | 74:35  | Okręgowa             |
| 2012/2013 | 4       | 30    | 59     | 78:43  | Okręgowa             |
| 2013/2014 | 9       | 30    | 45     | 62:44  | Okręgowa             |
| 2014/2015 | 7       | 30    | 49     | 64:49  | Okręgowa             |
| 2015/2016 | 1       | 30    | 65     | 70:20  | Okręgowa             |
| 2016/2017 | 19↓     | 36    | 21     | 30:69  | IV liga              |
| 2017/2018 | 2       | 34    | 73     | 71:23  | Okręgowa (gr. Radom) |
| 2018/2019 | 2↑      | 30    | 67     | 72:32  | Okręgowa (gr. Radom) |
| 2019/2020 | 15      | 15    | 15     | 18:25  | IV liga (południowa) |
| 2020/2021 | 12↓     | 26    | 28     | 37:52  | IV liga (południowa) |
| 2021/2022 | 11      | 30    | 38     | 39:53  | Okręgowa (gr. Radom) |
| 2022/2023 | 3       | 28    | 60     | 65:32  | Okręgowa (gr. Radom) |
| 2023/2024 | 1       | 30    | 70     | 76:27  | Okręgowa (gr. Radom) |

## Puchar Polski

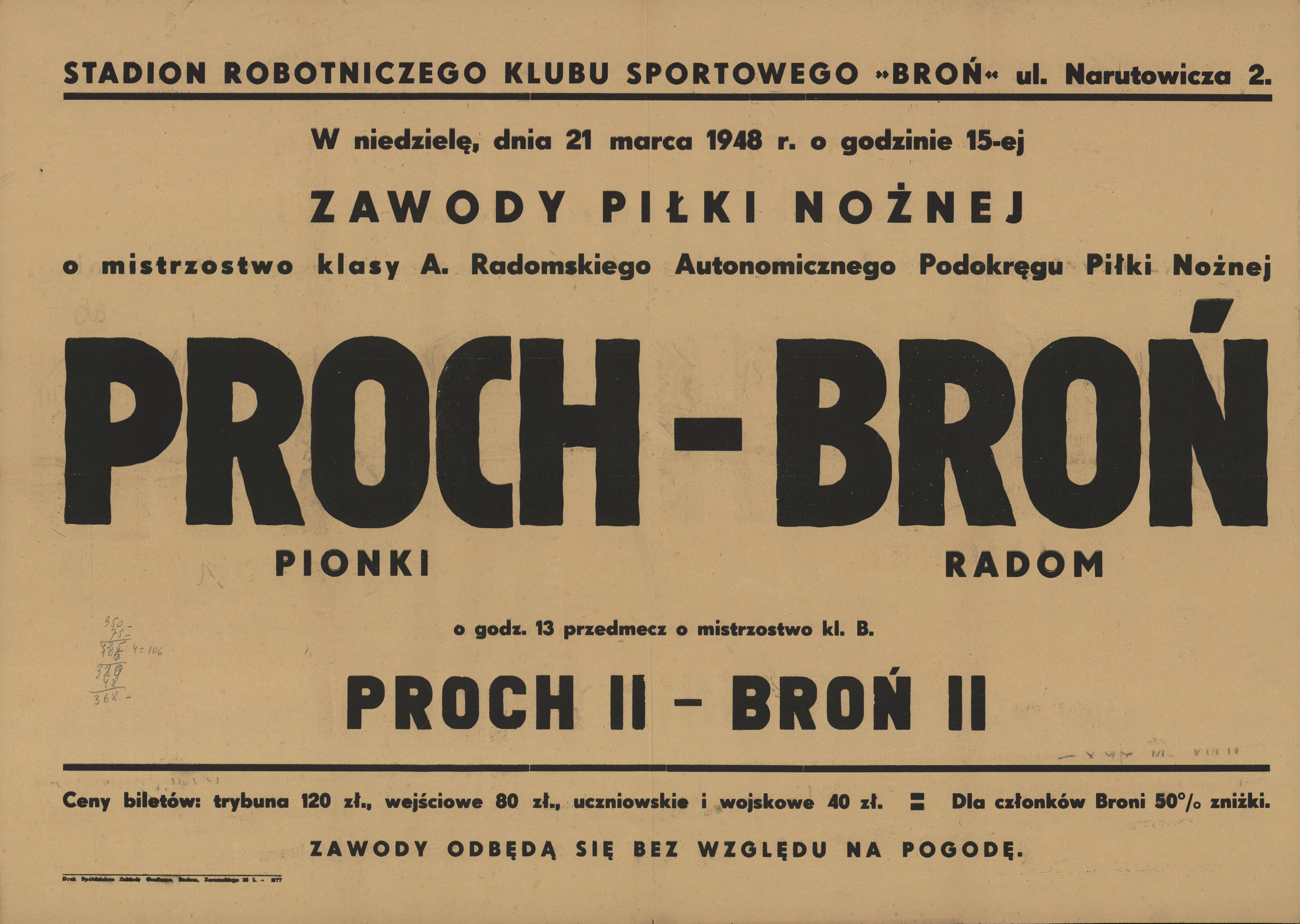
Plakat informujący o zawodach piłki nożnej o mistrzostwo klasy „A” Radomskiego Autonomicznego Podokręgu Piłki Nożnej w dniu 21.03.1948 między „Proch” Pionki a „Broń” Radom „Proch II” a „Broń II”

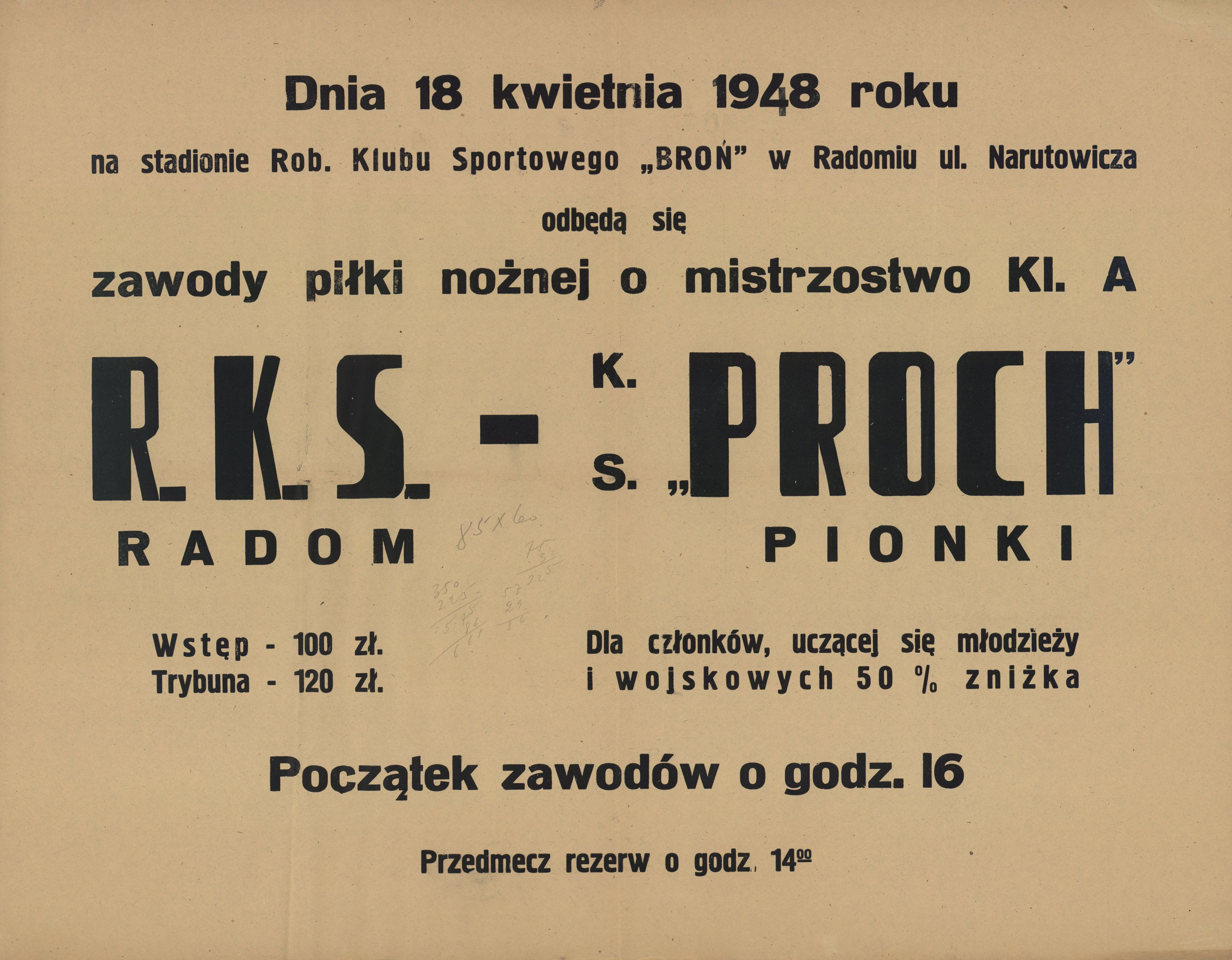
Plakat informujący o zawodach piłki nożnej w dniu 18.04.1948 na stadionie RKS „Broń”, o mistrzostwo klasy „A”, między drużynami RKS Radom i KS „Proch” Pionki

- 2006/2007 – IV runda na szczeblu radomskim – (runda II: Strażak Stanisławice 1-3 Proch Pionki), (runda III: Jodła Jedlnia-Letnisko 4-5 Proch Pionki), runda IV: Plon Garbatka-Letnisko 2-0 Proch Pionki)
- 2007/2008 – III runda na szczeblu radomskim – (runda II: Akcja Jastrzębia – Proch Pionki 2-3), (runda III:Proch Pionki – Beniaminek Radom 2-3)
- 2008/2009 – finał Pucharu Polski na szczeblu radomskim – (Proch Pionki – Plon Garbatka 1:3 (0:1): Gębczyk (70.) – s. (24.), Gugała (88.), Karski (90.)), (pomimo porażki Proch miał zapewniony udział w kolejnej rundzie na szczeblu mazowieckim w której przegrał ze Świtem Nowy Dwór Mazowiecki 1:3 (1-1) – Grzybowski 45' – Kucharczyk 20', 66', Gurzęda 75')
- 2009/2010 – III runda Pucharu Polski, grupa: Mazowiecki ZPN - Radom, Proch Pionki 0-1 (0-0) Broń Radom – (Kocon 65')
- 2010/2011 – II runda Pucharu Polski, grupa: Mazowiecki ZPN - Radom, Proch Pionki 0-3  KS Kozienice/Janików
- 2011/2012 – IV runda Pucharu Polski, grupa: Mazowiecki ZPN - Radom, Proch Pionki 1-2  Polonia Iłża
- 2012/2013 – I runda Pucharu Polski, grupa: Mazowiecki ZPN - Radom, Proch Pionki 1-1 k. 2-4  Zamłynie Radom
- 2013/2014 – III runda Pucharu Polski, grupa: Mazowiecki ZPN - Radom, Proch Pionki 0-3  Radomiak II Radom
- 2014/2015 – III runda Pucharu Polski, grupa: Mazowiecki ZPN - Radom, Proch Pionki 0-4  Broń Radom
- 2015/2016 – Finał runda Pucharu Polski, grupa: Mazowiecki ZPN - Radom, Proch Pionki 0-4  Skaryszewianka Skaryszew
- 2016/2017 – IV runda Pucharu Polski, grupa: Mazowiecki ZPN - Radom, Proch Pionki 1-3 Oskar Przysucha.

## Drużyny młodzieżowe

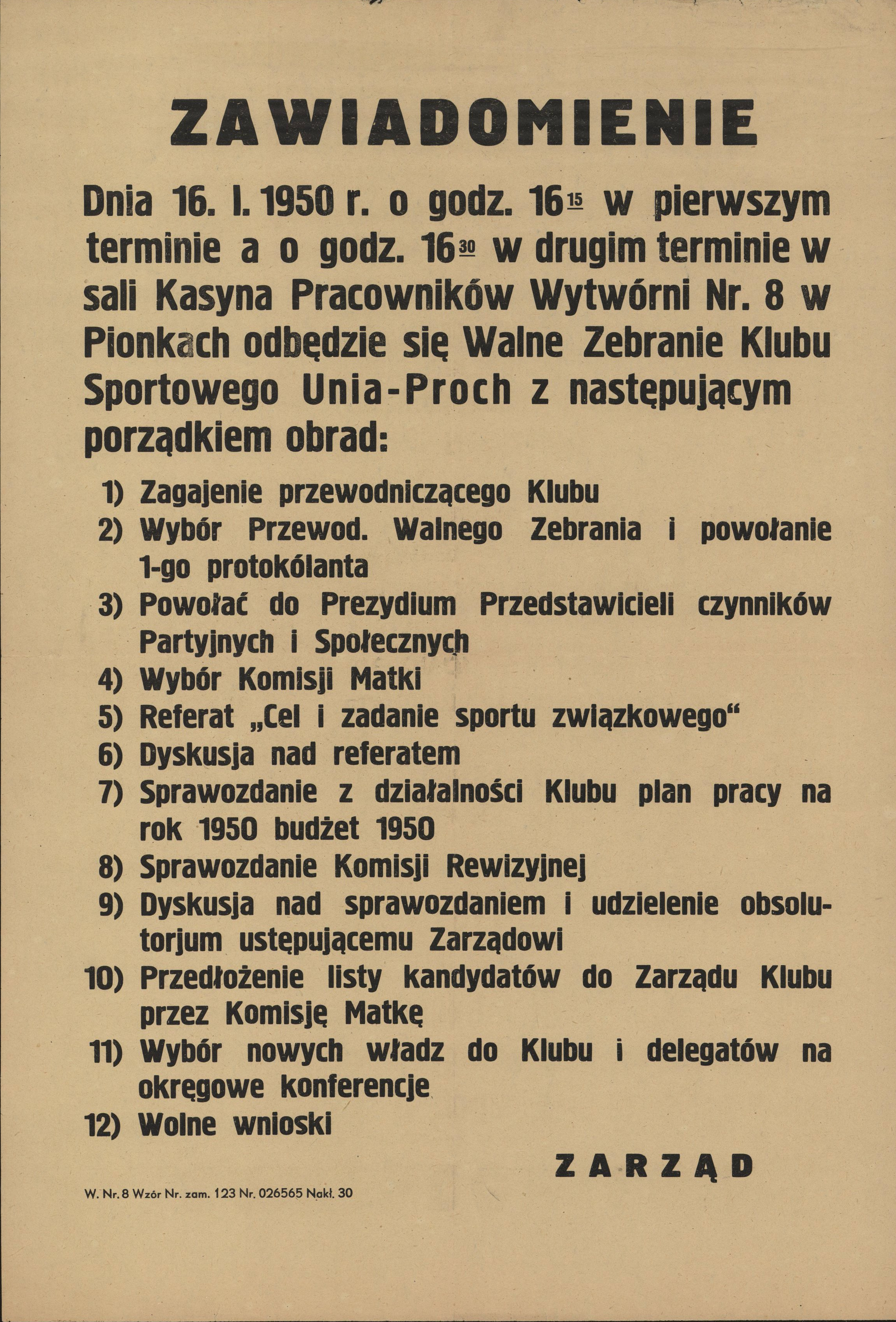
Zawiadomienie informujące o Walnym Zebraniu Klubu Sportowego „Unia–Proch” w Pionkach w sali Kasyna Pracowników Wytwórni Nr 8, w dniu 16.01.1950.

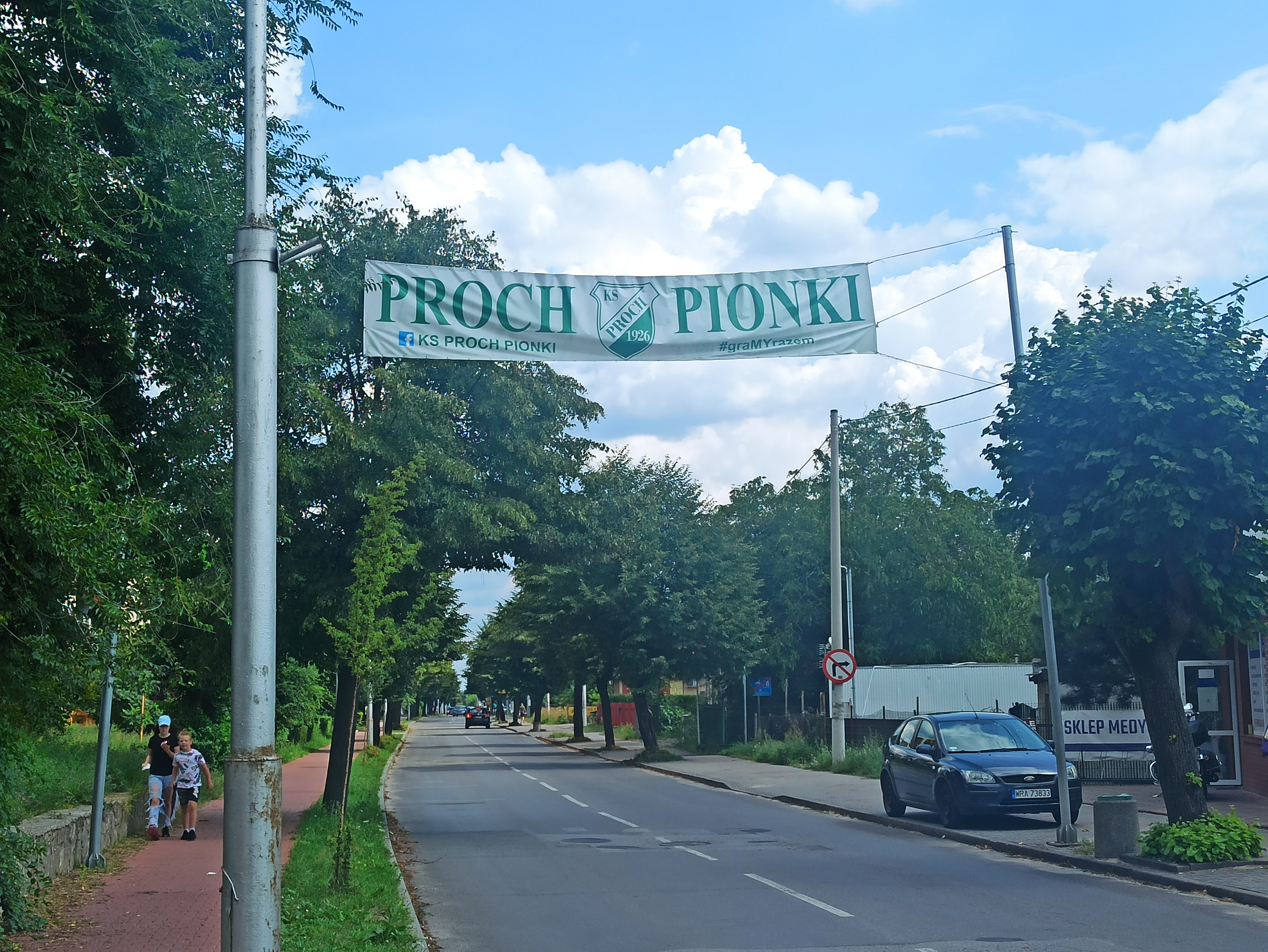
Baner klubu sportowego Proch Pionki na ul. Sienkiewicza w Pionkach (sierpień 2022)

Proch oprócz drużyny seniorów prowadzi także 4 drużyny młodzieżowe na różnych szczeblach, w województwie mazowieckim. Są to:
- KS Proch Pionki 2010 – występują w Radomskiej II Lidze Młodzików D1
- KS Proch Pionki 2009 – występują w Radomskiej I Lidze Trampkarzy C2
- KS Proch Pionki 2007 – występują w Radomskiej II Lidze Juniorów Młodszych B2
- KS Proch Pionki 2006 – występują w Mazowieckiej I Lidze Juniorów Młodszych B1.